# Фьойани
Фьойàните (на френски: feuillants) (също фьойетани) са членове на политически клуб в Париж, основан през юли 1791 г. по време на Френската революция. Прозвището си получават по мястото на своите заседания – в едно помещение, принадлежало преди това на манастира Фьойетан на улица „Сен Оноре“:с. 440. Пълното наименование на клуба е „Общество на приятелите на конституцията, заседаващи при фьойаните“.
Фьойетаните са умерени якобинци, които напускат Якобинския клуб след бягството на краля до Варен и след като на 16 юли 1791 г. якобинците приемат петиция за свалянето на краля. Ръководна роля сред фьойаните играят А. Барнав, А. Ламет, А. Дюпор, абат Сийес, а сред най-видните им представители е маркиз дьо Лафайет.
Клубът на фьойаните е съставен от представители на едрата буржоазия и либералното дворянство, подкрепящи конституционната монархия, установена с Конституцията от 1791 г.. В Учредителното събрание от 1789 – 1791 г. фьойаните играят фактически ръководна роля. Те присъстват значително и в Националното законодателно събрание (1791 – 1792), в което са 264 души и са най-консервативната му част, подкрепяща краля. След въстанието на 10 август 1792 г., което на практика сваля монархията, клубът на фьойаните прекратява своето съществуване, а някои от неговите лидери като маркиз дьо Лафайет дори се опълчват срещу революцията.
В литературата фьойани биват наречени и привържениците на конституционната монархия от периода 1789 – 1791 г., преди още самият клуб да бъде учреден.